# Bundesautobahn 15
Die Bundesautobahn 15 (Abkürzung: BAB 15) – Kurzform: Autobahn 15 (Abkürzung: A 15) – ist eine Autobahn im deutschen Bundesland Brandenburg. Sie führt vom Dreieck Spreewald, wo sie die Verlängerung der von Berlin kommenden BAB 13 bildet, über Cottbus zur polnischen Grenze bei Forst, wo sich die polnische Autostrada A18 fortsetzt. Sie ist Teil der Europastraße 36 (Abkürzung: E 36). Nach der gleichnamigen Landschaft wird die BAB 15 auch Spreewaldautobahn genannt.
Die Strecke gehört zu den ältesten Autobahnen in Deutschland und wurde bereits in den 1930er Jahren als Teil einer Reichsautobahn von Berlin über Breslau nach Oberschlesien errichtet, wies jedoch nur eine Richtungsfahrbahn auf. Während der östliche Teil dieser Straßenverbindung nach Ende des Zweiten Weltkriegs in Polen lag und Bestandteil des dortigen Autobahnnetzes wurde, kam es auf dem in Deutschland verbliebenen Abschnitt zu DDR-Zeiten zu keinem Ausbau auf Autobahnstandard. Erst nach der Wiedervereinigung begann Anfang der 1990er Jahre der Vollausbau mit zweiter Richtungsfahrbahn, der 1995 abgeschlossen wurde.

## Verlauf
Die BAB 15 beginnt am Autobahndreieck Spreewald, wo sie die Fortsetzung der Fahrbahnen der von Berlin her kommenden BAB 13 bildet. Von Berlin kommend, muss man hier die Fahrbahn verlassen, um weiter auf der BAB 13 in Richtung Dresden zu fahren. In östliche bis südöstliche Richtung führt die Autobahn südlich am Spreewald vorbei. Typisch für den Streckenverlauf, wie bei Reichsautobahnen generell, ist das Vorhandensein langer, gerader Abschnitte gepaart mit vereinzelten Kurven. Hinter Vetschau durchquert die Strecke mehrere Waldgebiete, ehe die südlichen Stadtteile von Cottbus erreicht werden. Die Stadt selbst wird mit zwei Anschlussstellen angebunden.
Nach Überquerung der Spree folgt erneut eine von ausgedehnten Waldgebieten geprägte Landschaft. Die Grenzstadt Forst wird erreicht und die BAB 15 führt mit einigen Kilometern Abstand parallel zum deutsch-polnischen Grenzfluss Lausitzer Neiße erneut durch ein großes Waldgebiet. In diesem Bereich wurde die Autobahn zu DDR-Zeiten als Behelfsflugplatz benutzt und weist daher ein langes, schnurgerades Stück auf. Dieses war außerdem, abgesehen von einem kurzen Abschnitt am Dreieck Spreewald, der einzige, der bereits zu DDR-Zeiten um eine zweite Richtungsfahrbahn erweitert wurde. Hinter der Anschlussstelle Bademeusel, der letzten auf deutschem Gebiet, wird die Neiße überquert und damit auch die Grenze zu Polen. Auf polnischer Seite setzt sich die seit 2023 durchgehend als Autobahn gewidmete Autostrada A18 fort, die auf der Trasse der alten Reichsautobahn weiter zum Autobahnknoten Krzyżowa (Węzeł autostradowy Krzyżowa) führt und dort in die Autostrada A4 mündet.

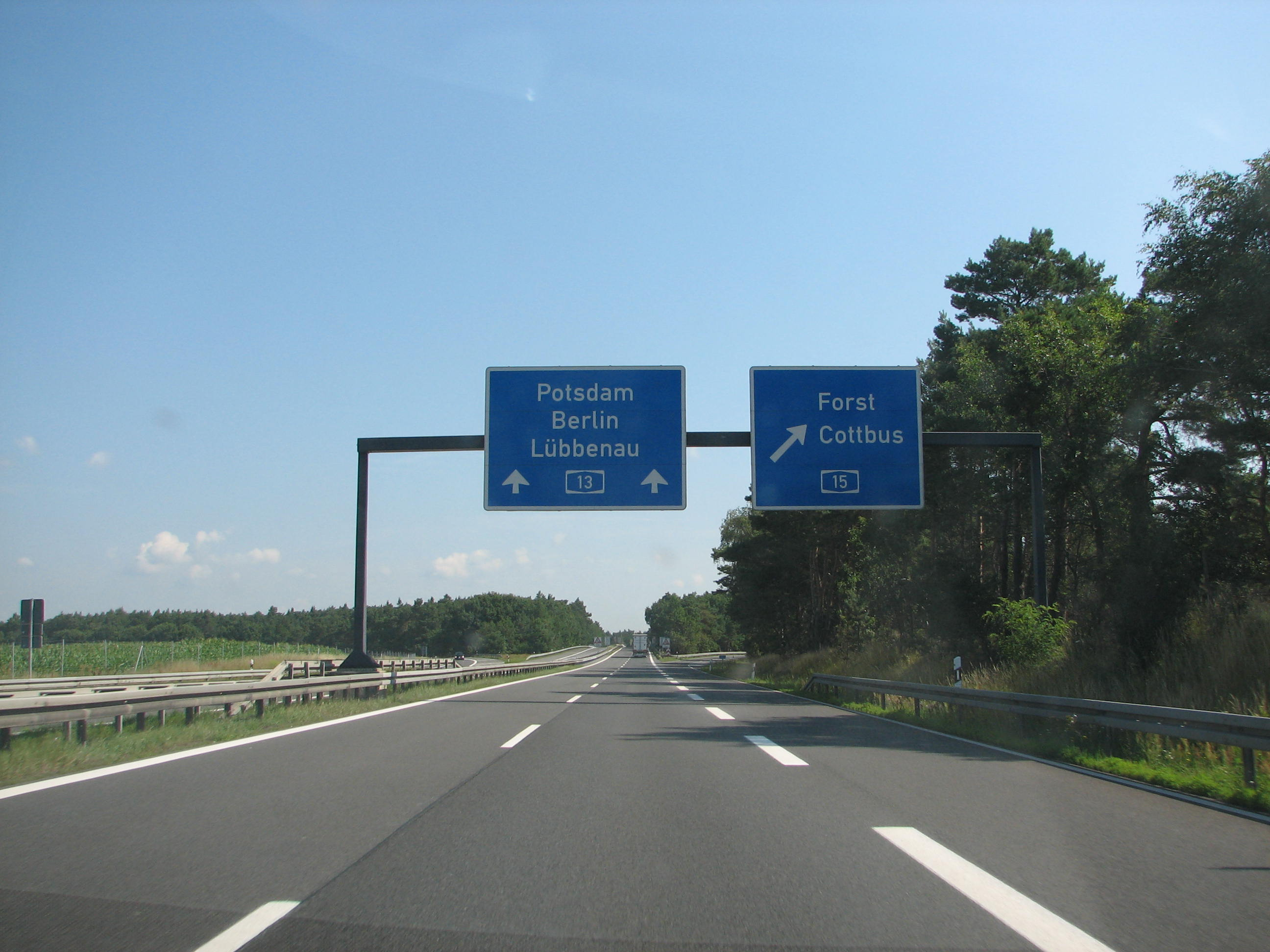
Beginn am Autobahndreieck Spreewald
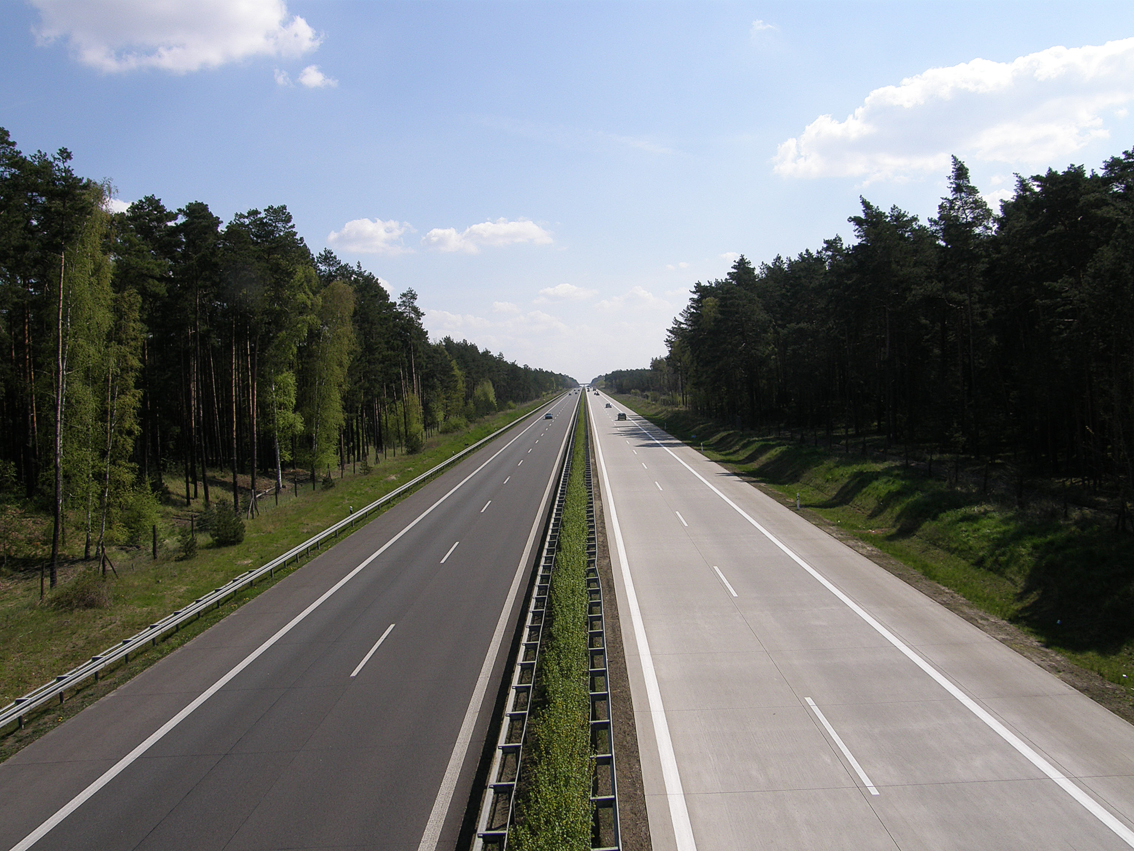
Schnurgerader Abschnitt westlich von Cottbus
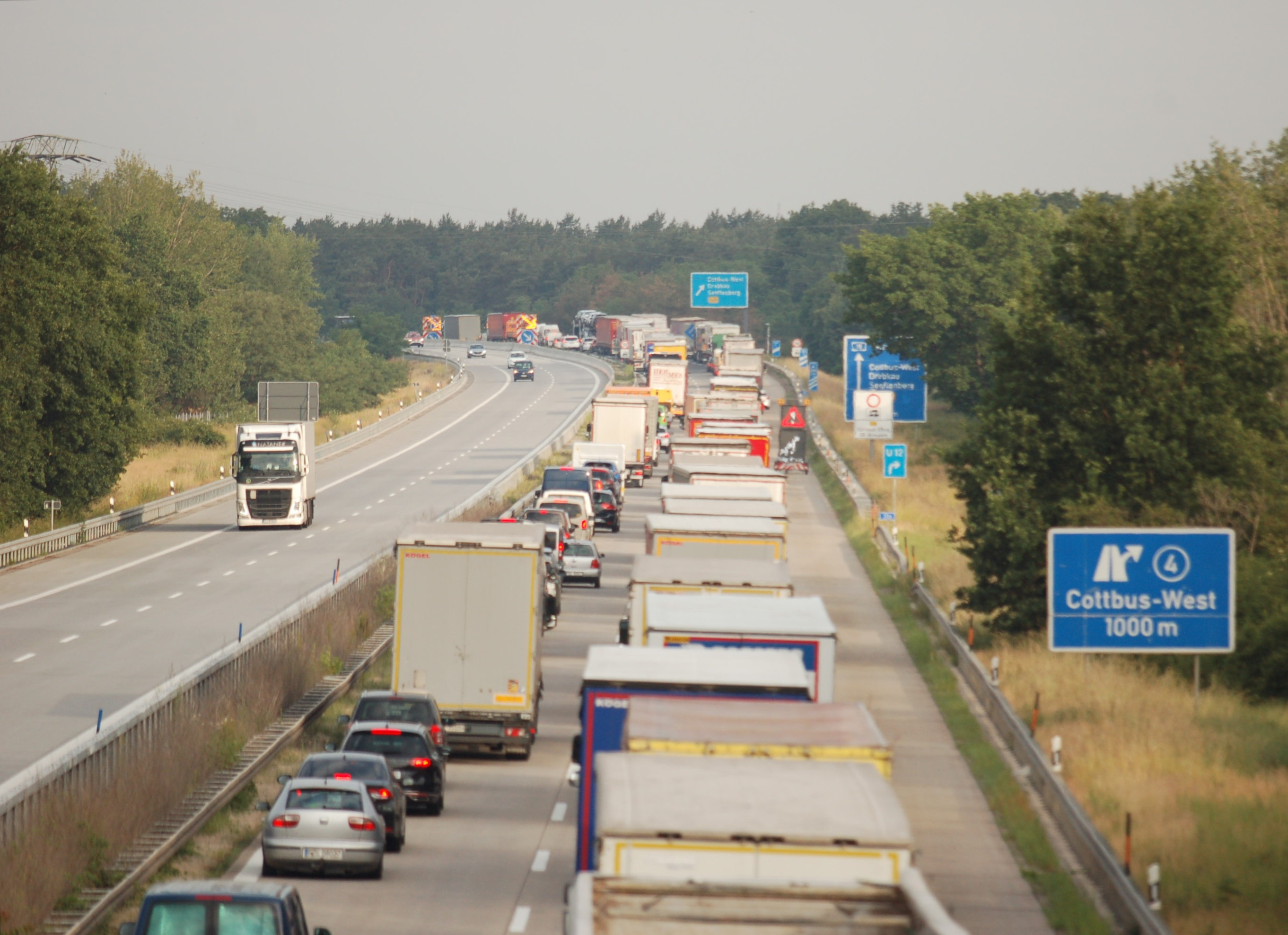
Anschlussstelle Cottbus-West
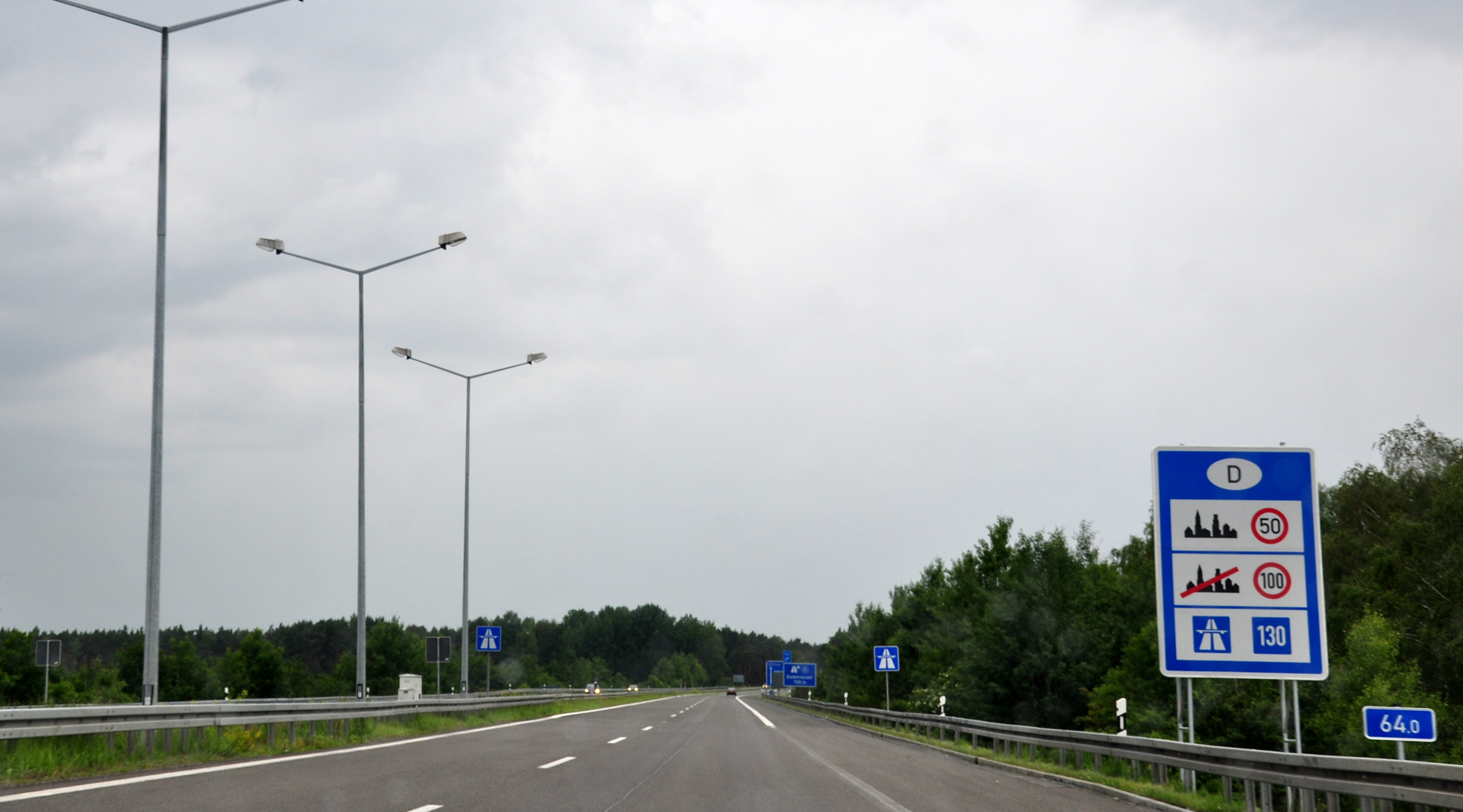
An der Grenze zu Polen

## Geschichte

### Reichsautobahn Berlin – Breslau (1933–1945)
Eine Fernstraße von Berlin über Breslau bis nach Oberschlesien war bereits 1927 in Plänen des Vereins zur Vorbereitung der Autostraße Hansestädte–Frankfurt–Basel (HaFraBa) enthalten. Bis 1933 ist diese Verbindung durchgehend in den Planungskarten aufgeführt. Mit der Machtübernahme der Nationalsozialisten im Jahr 1933 wurde der Verein in GEZUVOR („Gesellschaft zur Vorbereitung der Reichsautobahnen e. V.“) umbenannt und die Vorplanungen übernommen. Hierzu wurden in mehreren deutschen Städten eine „Oberste Bauleitung der Reichsautobahnen“ (OBR) eingerichtet. Die OBR Breslau nahm am 20. Dezember 1933 und die OBR Berlin am 20. Juli 1934 die Arbeit auf. Mit dem Bau der bereits im Geschäftsbericht der GEZUVOR von 1934 aufgeführten Reichsautobahn Berlin – Breslau – Oberschlesien wurde am 21. März 1934 begonnen. Dieser Tag stand im Zeichen einer „Arbeitsschlacht“, bei der an 21 Stellen zeitgleich mit dem Spatenstich der Bau neuer Reichsautobahnabschnitte startete. Auf der genannten Strecke umfasste er den Abschnitt von Liegnitz nach Breslau.
Die ersten Pläne der Reichsautobahn sahen eine andere Streckenführung als die letztlich realisierte vor: Die Autobahn sollte in der südöstlichen Ecke vom geplanten Berliner Autobahnring bei Storkow abzweigen und dann über Guben und Forst nördlich der Stadt die Neiße überqueren. Die Strecke Berlin – Dresden war als separate Autobahn vorgesehen. Im Januar 1935 ist diese Strecke in offiziellen Autobahnkarten als „zum Bau freigegeben“ aufgelistet. Die Baufreigaben erfolgten für die Strecke Storkow – Guben im Herbst 1934, Guben – Bunzlau im Frühjahr 1935 und Bunzlau – Breslau im Frühjahr 1934. Ende 1935 folgte jedoch, auch im Hinblick auf die Braunkohlelagerstätten der Lausitz, eine Umplanung. Nun sollte die Autobahn eine Trassenführung vom südlichen Berliner Ring über Lübbenau und Cottbus nehmen und südlich von Forst die Neiße überqueren. Die Strecke nach Dresden sollte bei Teupitz abzweigen. Eine erneute Umplanung im Sommer 1936 führte zur letztlich realisierten Variante mit Abzweig der Strecke nach Dresden bei Lübbenau.
Zum Weiterbau zwischen Berlin und Liegnitz wurde am 15. Juni 1936 die Bauabteilung Forst der OBR Breslau eingerichtet, im Bereich der OBR Berlin entstand die Bauabteilung Cottbus. Aufgrund des zunächst erwarteten, geringen Verkehrsaufkommens war eine einbahnige Trasse mit Sonderquerschnitt von 13,5 m vorgesehen, 1937 plante man letztlich auf den Standardquerschnitt von 24 m (RQ 24) um, wobei zunächst nur eine Richtungsfahrbahn realisiert werden sollte. Am 27. September 1936 wurde das erste, 91 km lange Teilstück der Reichsautobahn Strecke 9 zwischen Kreibau und Breslau eröffnet. Im Dezember 1936 begann letztlich auch westlich der Neiße der Autobahnbau auf dem Gebiet der OBR Berlin. 1937 wurden zwei Abschnitte auf niederschlesischer Seite eröffnet, dies waren Sagan – Bunzlau am 23. September und Bunzlau – Kreibau am 17. Oktober. Am 17. Juli 1938 folgte das Teilstück Forst-Ost (heute Olszyna) bis Sagan, womit die Reichsautobahn östlich der Neiße von Forst bis Breslau durchgehend unter Verkehr war, wenn auch abschnittsweise mit nur einer Richtungsfahrbahn.
Bei Forst begannen die Bauarbeiten für die Strecke im November 1937. In Groß Jamno wurde hierfür ein Lager für 150 Arbeiter eingerichtet. Nach rund einem Jahr Bauzeit wurde das Teilstück zwischen den Anschlussstellen Forst und Forst-Ost mitsamt der Neißequerung am 15. Dezember 1938 freigegeben. Zwischen Januar und Juni 1938 folgte auch der Baubeginn für das verbliebene Stück zwischen dem Berliner Ring und Forst. Hier wurde ein etwas breiterer Querschnitt von 28,5 m (RQ 28,5) verwendet, die Fahrbahnen wiesen 2,25 m breite Seitenstreifen auf. Im Sommer 1939 begann bei Vetschau die Betonierung der Fahrbahn, hier musste aufgrund des sumpfigen Geländes der Boden ausgetauscht werden.
Der Beginn des Zweiten Weltkriegs im September 1939 und die Einberufung der Bauarbeiter an die Front ab Oktober führten zur zeitweisen Einstellung der Bauarbeiten. Zu diesem Zeitpunkt war die südliche Richtungsfahrbahn zwischen Lübbenau und Forst fertiggestellt, die nördliche Fahrbahn war in Teilen fertig, in Teilen noch mitten im Bau. Um zumindest eine einbahnige, durchgehende Strecke von Berlin nach Breslau nutzen zu können, gab man im Juli 1940 den Abschnitt Teupitz – Forst auf einer Richtungsfahrbahn für den Verkehr frei. Der provisorische Charakter gestaltete sich dahingehend, dass die Anschlussstellen Vetschau und Cottbus-West im Gegenverkehr befahren werden mussten, genau wie im Autobahndreieck bei Lübbenau, dessen zentrales Brückenbauwerk nicht mehr fertiggestellt werden konnte. Die offizielle Bezeichnung der Reichsautobahn Berlin – Breslau änderte sich: 1938 war die gesamte Strecke als Strecke 9 verzeichnet, 1942 wurde sie aufgeteilt in die Strecken 60 (Berliner Ring – Forst), 61 (Forst – Liegnitz) und 62 (Liegnitz – Breslau). Die weiterführende Strecke von Breslau über Gleiwitz nach Beuthen O.S. trug zunächst die Nummer 29 und wurde später in die Strecken 62 (Breslau – Gleiwitz) und 64 (Gleiwitz – Beuthen) aufgeteilt.
Mit dem Vorrücken der Roten Armee im April 1945 sprengte die Wehrmacht auf Befehl zahlreiche Brücken der Reichsautobahnen, so auch die Neißebrücke bei Forst und die Spreebrücke bei Cottbus. Entlang der Strecke Berlin – Breslau fanden darüber hinaus aufgrund ihrer strategischen Lage schwere Gefechte statt. Die halbfertige Autobahn war zur Kriegszeit Vormarschroute an die Ostfront.

### DDR (1949–1990)
Nach Kriegsende fiel das Gebiet östlich von Oder und Neiße unter polnische Verwaltung, somit auch der Abschnitt der Reichsautobahn von Forst nach Breslau. Zahllose Flüchtlinge und Vertriebene aus Ober- und Niederschlesien kamen über diese Strecke nach Westen. In der sowjetischen Besatzungszone wurde rasch mit dem Wiederaufbau zerstörter Brückenbauwerke begonnen. Auch die Fahrbahnen selbst wiesen aufgrund der Kampfhandlungen und Truppentransporte immense Schäden auf. Die am 7. Oktober 1949 gegründete Deutsche Demokratische Republik übernahm die ehemaligen Reichsautobahnen und unterstellte sie dem Ministerium für Verkehrswesen, Hauptverwaltung Straßenwesen, Autobahnaufsichtsamt. 1953 wurde dieses in Staatlicher Straßenunterhaltungsbetrieb Autobahn (SSUB) umbenannt. Von den 8 zerstörten Brücken zwischen Lübbenau und Forst wurde die Spreebrücke 1950 als erste wieder aufgebaut. Da die Spreebrücke auf der nördlichen Richtungsfahrbahn einseitig wiederaufgebaut wurde, ansonsten aber nur die südliche Richtungsfahrbahn fertiggestellt war, wurde die Straße hier verschwenkt. Die letzten Wiederaufbauten wurden 1961 abgeschlossen, womit eine durchgehende Befahrbarkeit bis Bademeusel wieder gegeben war. Mitte der 1950er Jahre wurde die Kilometrierung der Strecke neu angepasst, indem man den Nullpunkt ans Autobahndreieck Lübbenau (heute Autobahndreieck Spreewald) legte.
1959 beschloss die DDR-Regierung, die zweite Richtungsfahrbahn von Lübbenau bis Cottbus fertigzustellen, um die Industriegebiete der Niederlausitz besser ans Straßennetz anzuschließen. Neben den Kraftwerksstandorten Lübbenau und Vetschau lag hierfür auch das Gaskombinat Schwarze Pumpe im Interesse. Letztlich kam es nur zu einer Fertigstellung des Autobahndreiecks Lübbenau, um das Kreuzen der Gegenfahrbahn zu vermeiden. Im Zuge dessen wurden im dortigen Bereich einige hundert Meter der zweiten Richtungsfahrbahn fertiggestellt und unter Verkehr genommen. Im selben Jahr wurde auf einem schnurgeraden Teilstück zwischen den Anschlussstellen Forst und Bademeusel ein Autobahn-Behelfslandeplatz eingerichtet. Hierfür wurde auf einem rund 2 km langen Abschnitt die zweite Richtungsfahrbahn gebaut, sowie weitläufige Parkplätze an beiden Enden, die als Parkflächen für Flugzeuge dienen konnten. Da der Grenzübergang bei Klein Bademeusel nur für sowjetische Truppentransporte freigegeben war, bemühten sich die Regierungen der DDR und der VR Polen um die Neueröffnung eines Grenzübergangs für den zivilen Verkehr. Dieser wurde 1975 auf polnischer Seite eingerichtet, wofür die zerstörte Neißebrücke wieder aufgebaut wurde.
Für das Jahr 1978 war erneut ein Baubeginn für die zweite Richtungsfahrbahn von Lübbenau bis zur Anschlussstelle Cottbus-Süd vorgesehen. Wohl aus finanziellen Gründen wurde das Vorhaben auch diesmal nicht in die Tat umgesetzt. Allerdings erfolgte 1982 bis 1983 die Verlängerung des Behelfslandeplatzes um 1,1 km. Über zwei Behelfsanschlussstellen am nördlichen und südlichen Ende wurde eine Verbindung mit dem nachrangigen Straßennetz hergestellt, so auch mit dem NVA-Flugplatz Preschen, für den der Autobahnabschnitt eine Kapazitätserweiterung bildete. Diese Anschlussstelle wurde nach 1990 als Zollvorstauraum für den LKW-Grenzverkehr genutzt.
Wurden in den Anfangsjahren der DDR noch die Nummerierungen der Reichsautobahnen übernommen, entwickelte man in den 1960er Jahren ein eigenes Nummerierungssystem für die Autobahnen der DDR. Der Strecke Lübbenau – polnische Grenze würde die Bezeichnung A 5 zugeschlagen. Auf den Wegweisern erschien diese Nummer allerdings nie, dort waren – wenn vorhanden – nur die Europastraßen ausgeschildert. Für das Jahr 1990 war die Einführung der Nummerierung auf den Autobahnwegweisern geplant, diese wurde aufgrund der Wiedervereinigung nicht mehr vollzogen. Das 1975 eingeführte System, mit dem westdeutsche und Westberliner Autobahnen nummeriert wurden, ordnete die Nummern im 10er Bereich, darunter auch die Bundesautobahn 15 (BAB 15) der Strecke Dreieck Funkturm – Berlin-Zehlendorf zu, heute die BAB 115.

### Nach der Wiedervereinigung
Die gesamte DDR-Zeit hindurch wurden nahezu keine Erweiterungen oder Sanierungen an der Strecke durchgeführt. Zum Zeitpunkt der Wiedervereinigung 1990 war die Autobahn noch beinahe im selben Zustand wie zum Bauzeitpunkt in den 1930er Jahren. Auf der anfangs brachliegenden Trasse für die zweite Richtungsfahrbahn wuchs in den folgenden Jahrzehnten ein Nadelwald heran. Nach wie vor waren die Anschlussstellen Vetschau und Cottbus-West nur entlang einer Fahrtrichtung fertiggestellt, weshalb die Benutzung in entgegengesetzter Richtung nur mit Überquerung des Gegenverkehrs möglich war. Zudem kam es immer wieder zu gefährlichen Überholmanövern entlang der Strecke. Zwischen 1991 und Oktober 1992 gab es auf der Strecke durch Unfälle 29 Tote und 215 Verletzte. Als erste Maßnahme wurde die Anschlussstelle Vetschau vervollständigt, womit diese gefährliche Stelle aufgehoben wurde. Die Anschlussstelle wurde am 15. Oktober 1991 in Betrieb genommen.
Mit Einbeziehung der Autobahnen der ehemaligen DDR ins bundesdeutsche Nummerierungssystem wurde der Strecke Dreieck Spreewald – Bundesgrenze bei Forst die Bezeichnung Bundesautobahn 15 (BAB 15) zugeschlagen. Die vormals als BAB 15 geführte Strecke in West-Berlin (Dreieck Funkturm – Grenzübergang Dreilinden) wurde, zusammen mit der Fortsetzung zum Berliner Ring, in Bundesautobahn 115 (BAB 115) umbenannt.
Nach der Wiedervereinigung wurde beschlossen, die gesamte Autobahn um die fehlende zweite Richtungsfahrbahn zu erweitern. Insbesondere mit Hinblick auf die 1995 in Cottbus stattfindende Bundesgartenschau – die erste in den Neuen Bundesländern – war ein zügiger Ausbau der Strecke vorgesehen. Da entsprechende Strukturen im Bundesland Brandenburg noch nicht vollständig aufgebaut waren, wurde die Straßenbauverwaltung des Landes Nordrhein-Westfalen (Partnerland Brandenburgs) unterstützend tätig. Der im Sommer 1992 begonnene Ausbau wurde ohne Planfeststellungsverfahren durch die Bundes- und Landesbehörden getragen, da er als Fortsetzung der 1941 unterbrochenen Bauarbeiten durchgeführt wurde. Zusammen mit dem Bau der zweiten Fahrbahn wurden auch alle Brücken über die Autobahn, die teilweise ebenfalls noch aus den 1930er Jahren stammten, erneuert. Eine aufgrund der Baueinstellung nie genutzte Überführung östlich von Cottbus wurde 1993 abgerissen. Im Zuge der Bauarbeiten musste der Verkehr oftmals per Ampel geregelt werden.
Die erste fertiggestellten zweibahnigen Stücke waren Ende 1992 der 2,8 km lange Abschnitt vom Dreieck Spreewald, wo bereits seit 1962 eine zweibahnige Verkehrsführung herrschte, bis zur Anschlussstelle Boblitz und der 4 km lange Bereich zwischen der Anschlussstelle Forst bis zum Beginn des ehemaligen Behelfslandeplatzes. Außerdem wurde die Anschlussstelle Cottbus-West vervollständigt, womit die Verkehrsführung über die Gegenfahrbahn entfiel. 1994 folgte die zweite Richtungsfahrbahn zwischen den Anschlussstellen Cottbus-West und Forst sowie zwischen Groß Schacksdorf und der Bundesgrenze zu Polen. Mit Inbetriebnahme am 17. Februar 1994 war die Autobahn östlich von Cottbus nun durchgehend zweibahnig fertiggestellt. Am 16. Juni folgten weitere 2,7 km im Höhe der Anschlussstelle Cottbus-West. Im November 1994 war schließlich das Teilstück zwischen den Anschlussstellen Vetschau und Cottbus-West zweibahnig befahrbar.

### Liste der Verkehrsfreigaben
| Abschnitt                      | Jahr             | km      | Bemerkungen |
| ------------------------------ | ---------------- | ------- | --- |
| Dreieck Spreewald – AS Boblitz | 1940, 1962, 1992 | 3,8 km  | einbahnig fertiggestellt 1940, 1962 zweibahniger Ausbau im Bereich des Dreiecks Spreewald, 1992 zweibahniger Vollausbau |
| AS Boblitz – AS Vetschau       | 1940, 1990er     | 8,4 km  | |
| AS Vetschau – AS Forst         | 1940, 1994       | 40,5 km | einbahnig fertiggestellt 1940, 1994 zweibahniger Vollausbau                                                             |
| AS Forst – Groß Schacksdorf    | 1938, 1994       | 5,6 km  | einbahnig fertiggestellt 1938, 1994 zweibahniger Vollausbau                                                             |
| Groß Schacksdorf – Preschen    | 1938, 1962       | 3 km    | einbahnig fertiggestellt 1940, 1962 zweibahniger Ausbau aufgrund Anlage eines Behelfslandeplatzes                       |
| Preschen – Bundesgrenze D/PL   | 1938, 1994       | 4,2 km  | einbahnig fertiggestellt 1938, 1994 zweibahniger Vollausbau                                                             |

## Verkehrsaufkommen
Entlang der BAB 15 befinden sich Messstellen in Höhe der Anschlussstellen Boblitz und Bademeusel, jeweils am Beginn und Ende der Autobahn.
| Messstelle | Messwert 2014                              | Messwert 2017                                         | Prognose 2030                              |
| ---------- | ------------------------------------------ | ----------------------------------------------------- | ------------------------------------------ |
| Boblitz    | 21.464 Fahrzeuge / 24h (19,1 % Lkw-Anteil) | ---                                                   | 22.000 Fahrzeuge / 24h (19,1 % Lkw-Anteil) |
| Bademeusel | 8.613 Fahrzeuge / 24h (31,6 % Lkw-Anteil)  | 9.139 Fahrzeuge / Fahrzeuge / 24h (31,9 % Lkw-Anteil) | 10.000 Fahrzeuge / 24h (19,1 % Lkw-Anteil) |

### Durchschnittliche Tägliche Verkehrsstärke (DTV) 2015
| Abschnitt                      | DTV    | Anteil Schwerlast- verkehr [%] |
| ------------------------------ | ------ | ------------------------------ |
| Dreieck Spreewald – Boblitz    | 23.100 | 18,3                           |
| Boblitz – Vetschau             | 19.100 | 21,7                           |
| Vetschau – Cottbus-West        | 22.300 | 18,8                           |
| Cottbus-West – Cottbus-Süd     | 16.700 | 26,2                           |
| Cottbus-Süd – Roggosen         | 16.600 | 24,0                           |
| Roggosen – Forst               | 10.900 | 27,1                           |
| Forst – Bademeusel             | 8.200  | 34,4                           |
| Bademeusel – Bundesgrenze D/PL | 8.600  | 33,9                           |

## Sonstiges
Während Bauarbeiten wurde am 8. April 2016 zwischen den Anschlussstellen Forst und Roggosen eine vermeintliche Bombe aus dem Zweiten Weltkrieg gefunden, woraufhin die A 15 in diesem Abschnitt beidseitig komplett gesperrt wurde. Da eine gezielte Sprengung des Objektes nicht möglich war, wurde beschlossen, das Objekt vom THW freizulegen. Nach der Freilegung stellte sich heraus, dass das Objekt keine Weltkriegsbombe, sondern ein Metallrohr war.
Am 29. Juni 2024 kam es, ebenfalls zwischen den Anschlussstellen Forst und Roggosen, zu Hitzeaufbrüchen, genauer einem Blow up, der 30 Jahre alten Betonfahrbahn. Mindestens fünf Fahrzeuge wurden dadurch beschädigt. Infolgedessen musste für die Sanierung die Autobahn zwischen den Anschlussstellen für 48 Stunden in Fahrtrichtung Berlin gesperrt werden.